# Rob Terry

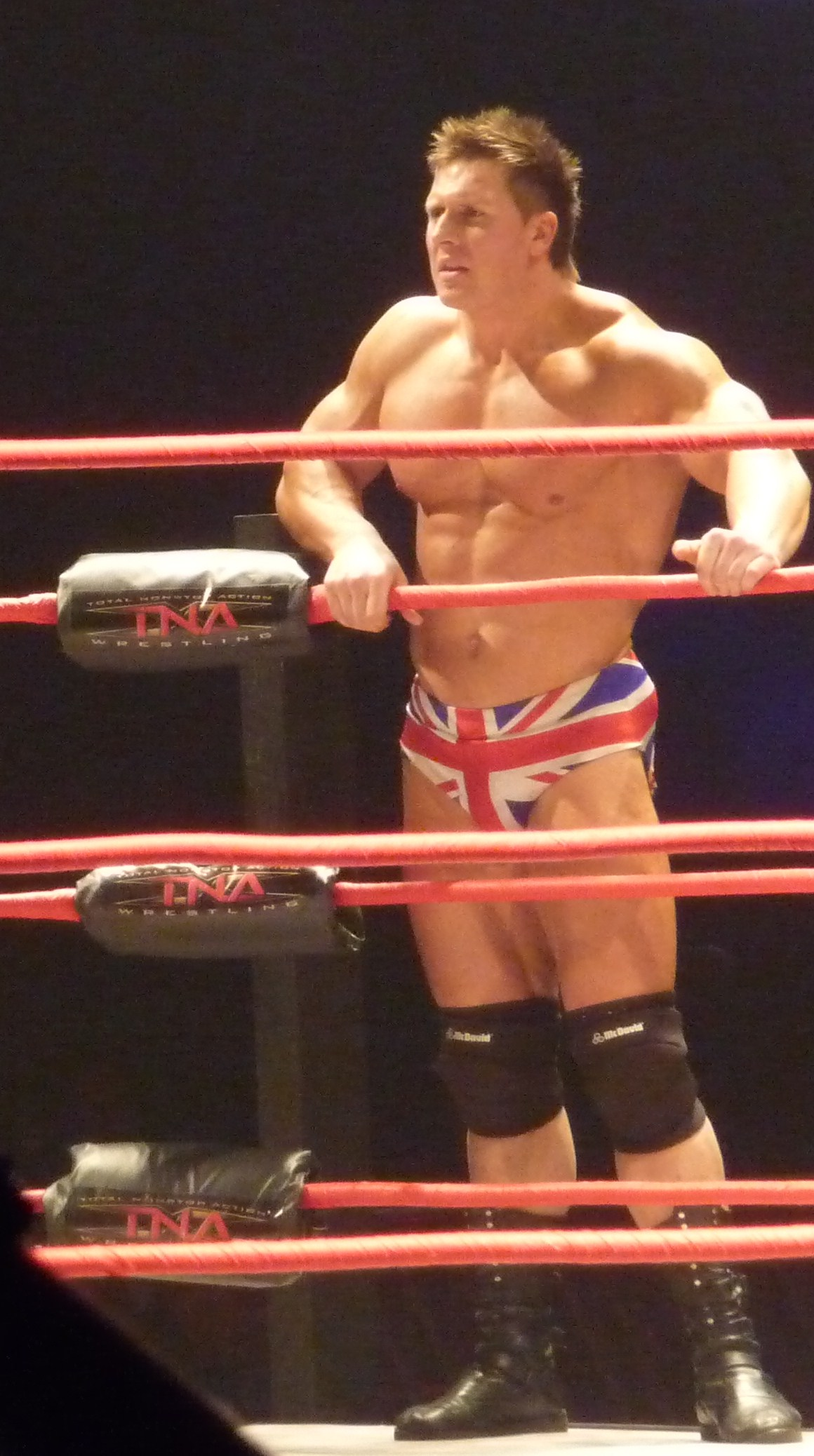
Rob Terry podczas walki TNA w Wembley Arena, 30 stycznia 2010 r.

Robert John „Rob” Terry (ur. 23 grudnia 1980 w Swansea) − profesjonalny walijski wrestler i kulturysta. Obecnie związany z Total Nonstop Action Wrestling (TNA), w przeszłości walczył dla federacji World Wrestling Entertainment (WWE).

## Kariera we wrestlingu
W 2006 roku pracował jako ochroniarz w nocnych w klubach w rodzinnym Swansea.Wypatrzył go promotor wrestlingowy Alan Ravenhill, wtedy rozpoczął on treningi w Walii.
Florida Championship Wrestling
Terry podpisał rozwojowy kontrakt z World Wrestling Entertainment w 2007 roku i został przydzielony do Florida Championship Wrestling.Zadebiutował on 10 listopada jako ochroniarz Nicka Nemetha pod nazwą Big Rob. W dniu 1 grudnia, Big Rob zadebiutował w ringu, on i Nemeth pokonał Robert Anthony i Bryan Kelly w meczu tag team. W grudniu 2007 i styczniu 2008 roku, pojawił się on na kilku tapingach WWE. W sierpniu 2008 roku Terry został zwolniony z kontraktu rozwojowego WWE.
Total Nonstop Action Wrestling
The British Invasion (2009–2010)
Terry zadebiutował w Total Nonstop Action Wrestling jako członek nowo powstałej stajni znanego jako The British Invasion obok Douga Williamsa i Brutus Magnusem.
Global Champion
W dniu 27 stycznia 2010 roku pokonał on Erica Younga podczas gali w Wali i wygrał on pas Global. Trzymał on pas 167 dni co było rekordem jednak pas odebrał mu w walce AJ Styles.
Immortal (2010-2011)
16 grudnia Terry przeszedł Heel Turn atakując Andersona i Morgana. Następnie został oficjalnie zatrudniony przez Rica Flaira. Terry zaczął feud z Steiner, atakując go na 24 lutego wydaniu iMPACT!  Dwa tygodnie później, Terry otrzymał szansę na odzyskanie opuszczone Television Championship. Wygrał on ten pas pokonując w walce trzech rywali Gunnera oraz Murph'ego.

## Wrestling

### Informacje
- Finishery
  - Chokeslam
  - Freakbuster (Thrust Spinebuster)
  - Full Nelson Slam
  - Running Powerslam
- Akce rozpoznawcze
  - Jumping Spin Kick
- Jako manager
  - Nick Nemeth

### Tytuły i osiągnięcia
- Pro Wrestling Illustrated
  - Pozycja #230 w zestawieniu 500 najlepszych wrestlerów wg PWI (2009)
- Total Nonstop Action Wrestling
  - TNA Global Championship (1x)

## Osiągnięcia w kulturystyce
- 1999:
  - British Championships − federacja IFBB, kategoria juniorska − VI m-ce
- 2000:
  - British Championships − fed. IFBB, kat. juniorska − I m-ce
- 2001:
  - Mr. Universe − fed. NABBA, kat. juniorska − III m-ce
- 2004:
  - Musclemania, kat. wagowa ciężka − III m-ce
  - Pojawienie się na okładce magazynu Health and Strength (vol. 130, kwiecień '04)
- 2006:
  - Musclemania, kat. wagowa ciężka − I m-ce
- 2009:
  - Musclemania − VIII m-ce (pierwszy występ jako zawodnik profesjonalny)